# Överavskrivning
Överavskrivning är i redovisningssammanhang en avskrivning med större belopp än den beräknade värdeminskningen. Minskar årets resultat och därmed skatten på vinsten.
Maximal tillåten överavskrivning regleras av skattelagstiftning.